# ناحیه مالح
ناحیه مالح (به عربی: دائرة المالح) یک ناحیه در الجزایر است که در استان عین تموشنت واقع شده‌است. ناحیه مالح ۲۳۳٫۹۵ کیلومتر مربع مساحت و ۴۵٬۶۴۷ نفر جمعیت دارد.